# مقرن عناني
الموصلات العنانيّة (الـ هابينوليّة) هي عبارة عن حزمة من الألياف العصبيّة تقع مقابل الغدَّة الصنوبريّة التي تربط الـ HABENULAR NUCLEI النواة العنانيّة بطرفي الدماغ البيني.
الموصلات العنانيّة هي جزء من المثلث العِناني والمثلث العِناني هي منطقة سفليّة صغيرة تقع مقابل الأُكيمة العلويّة Superior colliculus وعلى طرف الجانب الأمامي للأشرطة المِهاديّة Taenia thalami، يحوي المثلث العِناني على العقد العصبيَّة الـ هابينوليّة، تدخل الألياف العصبيّة اليها من سويقة الغدّة الصنوبريّة لتشكِّل ما يُسمّى بالموصلات العصبيّة للـ هابينولا أو الموصلات العصبية العنانيّة (الـ هابينوليَّة ) التي تعبر من الخط الأوسط للعقد العصبيّة المقابلة لها على الجانب المُقابل , مُعظم الأعصاب تقريباً متجهة إلى الأسفل وكذلك من سَبيل ماينرت (السبيل العِناني بين السويقتين ) من الحزمة خلف المنثنية  the fasciculus retroflexus of Meynert مروراً بوسط النواة الحمراء حتى تتشابك مع الحزم الخلفية لتنتهي بالنواة خلف السويقات Interpeduncular nucleus